# Treia
För andra betydelser, se Treia (olika betydelser).
Treia (Latin: Trea) är en kommun i provinsen Macerata, i regionen Marche i Italien. Kommunen hade 9 255 invånare (2018) och gränsar till kommunerna Appignano, Cingoli, Macerata, Pollenza, San Severino Marche samt Tolentino.